# Moriz von Craûn
Moriz von Craûn ist eine mittelhochdeutsche Verserzählung eines unbekannten Autors. Sie entstand vermutlich am Anfang des 13. Jahrhunderts.
Der Kurzroman handelt von einem Ritter, der sich um seinen Minnelohn betrogen sieht und diesen daraufhin persönlich einfordert. Neben Hartmann von Aues Der arme Heinrich gibt es um 1200 keine weiteren bekannten Vertreter dieser Literaturgattung.

## Inhalt
Zu Beginn der Erzählung berichtet der Autor über die Herkunft des Rittertums, wie es seinen Anfang bei den Griechen hatte, dann an die Römer gelangte, wo es unter Julius Cäsar eine Hochzeit erlebte, dann aber unter dem grausamen Nero, von dessen Vergehen er einige schildert, den Niedergang erlebt. Danach gelangte das geschwächte Rittertum nach Frankreich, wo es erst Karl der Große wieder zu neuem Glanz führte.
Im Anschluss wird der Minnedienst geschildert, auf welche Art und Weise man ihn betreiben soll und welchen Lohn oder Schaden er zeitigen kann. Als Exempel dient der Fall des Moriz von Craûn.
Moriz wird als ein vollkommener Ritter dargestellt, der alle nötigen Tugenden besitzt und dementsprechend großes Ansehen genießt. Seinen Minnedienst leistet er der Gräfin von Beamunt.
Eines Tages verfällt Moriz in schwermütige Grübelei, er wünscht sich die Erfüllung seiner Liebeswünsche oder den Tod. Als er sein Leid der Gräfin klagt, verspricht diese ihm die Erfüllung seiner Wünsche, wenn er ein Turnier für sie ausrichtet. Zum Zeichen für dieses Versprechen steckt sie ihm einen Ring an.
Daraufhin lässt Moriz von Craûn ein Schiff auf Rädern bauen und prächtig ausstatten. Mit diesem, scheinbar von Geisterhand gezogenen, Wagen fährt er durch die Lande und wirbt für sein Unterfangen. Er hat Erfolg; viele Ritter erscheinen zum Turnier vor den Mauern der gräflichen Burg.
Gleich zu Beginn wird das Turnier jedoch von einem Zwischenfall überschattet: Der Graf von Beamunt, Gemahl von Moriz' Geliebter, ersticht einen der Turnierteilnehmer im Kampf. Entsetzt und traurig wirft er seine Waffen weg und flieht auf seine Burg. Das Turnier droht zu platzen, doch Moriz gelingt es die anderen Ritter zum Weitermachen zu überreden. Im weiteren Verlauf des Turniers tut sich Moriz von Craûn besonders hervor.
Am Abend wird das Turnier beendet, Moriz wird in die Burg gebeten und von einer Zofe in eine kostbar ausgestattete Kemenate geführt, in der ein schönes Bett steht. Dort soll er auf die Gräfin von Beamunt warten. Die Zofe bietet dem abgekämpften Moriz an, seinen Kopf in ihren Schoß zu legen und zu schlafen. Sie verspricht ihm, dass sie ihn weckt, sobald die Gräfin kommt. Der Ritter geht darauf ein. Er schläft tief und fest, als die Gräfin erscheint. Empört über den Schlafenden und erleichtert darüber, dass ihr der Ehebruch erspart bleibt, befiehlt sie der Zofe, ihn nicht zu wecken. Vergeblich mahnt die Zofe ihre Herrin, die sich in ihr eigenes Bett legt, an ihr Versprechen.
Als Moriz erwacht, klärt die Zofe ihn über das Vorgefallene auf. Dieser bittet die Zofe um Vermittlung bei der Gräfin, damit sie doch noch zu ihm komme. Dies lehnt die Gräfin aber ab.
Daraufhin nimmt Moriz von Craûn die Sache selbst in die Hand. Er verschafft sich Zutritt zum ehelichen Gemach der Gräfin von Beamunt. Dem erschrockenen Grafen gibt er vor, er sei der Geist des im Turnier erschlagenen Ritters, worauf der Graf in Panik flieht. Moriz legt sich zur Gräfin und schläft mit ihr. Nach dem vollzogenen Akt steht er auf, wirft der Gräfin ihren Ring hin und kündigt ihr seinen Minnedienst auf. Alleine zurückbleibend muss sie erkennen, dass sie jetzt die doppelte Schande hat: Weder hat sie ihr Versprechen erfüllt, noch konnte sie sich vor dem Ehebruch bewahren.